# Laurin Fravi
Laurin Tani Fravi (* 26. Januar 1999 in Chur, Graubünden) ist ein ehemaliger Schweizer Biathlet. Er kam vermehrt im IBU-Cup zum Einsatz und konnte 2019 einen Sieg im Juniorcup feiern.

## Sportliche Laufbahn
Mit 14 Jahren wechselte Laurin Fravi mit dem Beginn an der Sporthochschule Davos zum Biathlonsport. 2019 schloss er die Schule mit der Matura ab. Seine ersten internationalen Meisterschaften bestritt Fravi bei den Jugendweltmeisterschaften 2017 im slowakischen Osrblie, wo er die besten 30 verpasste. Besser lief es im Folgejahr, Fravi erreichte als bestes Individualergebnis Rang 18 im Verfolger. 2019 bestritt er die Juniorenwettkämpfe und wurde 13. des Sprints sowie Neunter mit Nico Salutt, Sebastian Stalder und Niklas Hartweg im Staffelbewerb. Näher an eine Medaille kam der Schweizer bei der Junioren-WM 2020, in der gleichen Besetzung wie im Vorjahr wurde die Staffel Fünfte. Im selben Winter lief er auch im Juniorcup, wo er auf der Pokljuka mit Niklas Hartweg, Lea Meier und Amy Baserga in einem Mixedstaffelwettkampf triumphierte. Im Januar 2021 gab Fravi sein Debüt im IBU-Cup der Senioren, den Saisonabschluss bildeten seine letzten Juniorenweltmeisterschaften, wo er mit Hartweg, Gion Stalder und Yanis Keller Staffelsechster wurde.
Im Winter 2021/22 lief Fravi durchgehend im IBU-Cup. Während die erste Saisonhälfte nicht zufriedenstellend verlief, lief er bei den Wettkämpfen in der Lenzerheide zur Höchstform auf. Im Supersprint resultierte trotz dreier Schiessfehler Rang sieben, im folgenden Massenstart Platz 18. Im September 2022 triumphierte er im Einzelwettkampf beim Nordic Weekend in Realp. Auch für den Winter 2022/23 wurde der Schweizer in der B-Nationalmannschaft geführt, bei den Vorbereitungswettkämpfen empfahl er sich aber durch gute Leistungen und gab daher im November 2022 in Kontiolahti sein Weltcupdebüt, wo er als 62. des Sprints das Verfolgungsrennen nur knapp verpasste. Nach den Wettkämpfen von Hochfilzen wurde er wieder in den IBU-Cup versetzt und erreichte als 15. des Sprints auf der Pokljuka sein bestes Saisonresultat. Nach den Europameisterschaften in der Heimat, die nicht erfolgreich verliefen, beendete Fravi seine Saison in Canmore als Achter der Single-Mixed-Staffel mit Flurina Volken. Die Schweizermeisterschaften erfolgten ohne Medaille, beim Engadin Skimarathon resultierte hingegen ein starker neunter Rang.
Am 8. Mai 2023 gab Laurin Fravi überraschend sein Karriereende bekannt. Als Gründe hierfür nannte er trotz perfekter Rahmenbedingungen fehlende Motivation, um weitere Jahre Biathlon auf höchstem Niveau zu betreiben. Nach eigener Aussage zog er im Herbst des Jahres nach Zürich und begann ein Studium an der ETH, bereits 2020 hatte er neben der Sportlerkarriere ein Fernstudium begonnen.

## Persönliches
Als Graubündner spricht Fravi neben Deutsch und Französisch auch Rätoromanisch. Fravi war Linksschütze.

## Statistiken

### Weltcupplatzierungen
Die Tabelle zeigt alle Platzierungen (je nach Austragungsjahr einschliesslich Olympische Spiele und Weltmeisterschaften).
- 1.–3. Platz: Anzahl der Podiumsplatzierungen
- Top 10: Anzahl der Platzierungen unter den ersten zehn (einschliesslich Podium)
- Punkteränge: Anzahl der Platzierungen innerhalb der Punkteränge (einschliesslich Podium und Top 10)
- Starts: Anzahl gelaufener Rennen in der jeweiligen Disziplin
- Staffel: inklusive Mixed- und Single-Mixed-Staffeln

| Platzierung | Einzel | Sprint | Verfolgung | Massenstart | Staffel | Gesamt |
| ----------- | ------ | ------ | ---------- | ----------- | ------- | ------ |
| 1. Platz    |        |        |            |             |         |        |
| 2. Platz    |        |        |            |             |         |        |
| 3. Platz    |        |        |            |             |         |        |
| Top 10      |        |        |            |             |         |        |
| Punkteränge |        |        |            |             |         |        |
| Starts      | 1      | 2      |            |             |         | 3      |

### Jugend-/Juniorenweltmeisterschaften
Fravi nahm bis 2018 an den Jugend-, ab 2019 an den Juniorenwettkämpfen teil.
| Weltmeisterschaften | Weltmeisterschaften | Einzelwettbewerbe | Einzelwettbewerbe | Einzelwettbewerbe | Herrenstaffel |
| Jahr                | Ort                 | Einzel            | Sprint            | Verfolgung        | Herrenstaffel |
| ------------------- | ------------------- | ----------------- | ----------------- | ----------------- | ------------- |
| 2017                | Osrblie             | 35.               | 59.               | 49.               | 13.           |
| 2018                | Otepää              | 34.               | 32.               | 18.               | –             |
| 2019                | Osrblie             | 13.               | 76.               | –                 | 9.            |
| 2020                | Lenzerheide         | 71.               | 70.               | –                 | 5.            |
| 2021                | Obertilliach        | 24.               | 15.               | 49.               | 6.            |

### Junior-Cup-Siege
| Nr. | Datum         | Ort      | Disziplin      |
| --- | ------------- | -------- | -------------- |
| 1.  | 15. Dez. 2019 | Pokljuka | Mixedstaffel 1 |